# Шон Портер
Шон Портер (англ. Shawn Porter; 17 листопада 1998, Клівленд, Огайо) — американський професійний боксер, чемпіон світу за версіями IBF (2013 — 2014) та WBC (2018 — 2019) у напівсередній вазі.

## Аматорська кар'єра
Він почав займатися боксом у віці восьми років і був переможцем юнацьких турнірів, серед них турніру Золоті рукавички. Був членом олімпійської збірної США 2008, але у змаганнях на Олімпіаді участі не брав. Аматорську кар'єру завершив з рекордом 276-14.

## Професіональна кар'єра
3 жовтня 2008 року дебютував на професійному рингу. 7 грудня 2013 року в бою проти чемпіона світу за версією IBF у напівсередній вазі Девона Олександера здобув перемогу одностайним рішенням. У своєму першому захисті титулу 19 квітня 2014 року переміг Пола Маліньяджі технічним нокаутом у четвертому раунді.
16 серпня 2014 року втратив титул, програвши рішенням більшості Келлу Бруку (Велика Британія).
20 червня 2015 року одностайним рішенням суддів переміг Едріена Бронера.
25 червня 2016 року поступився чемпіону WBA Кіту Турману.
8 вересня 2018 року переміг Денні Гарсія в бою за вакантний титул WBC, ставши дворазовим чемпіоном світу. У першому захисті титулу 9 березня 2019 року переміг Йорденіса Угаса. 28 вересня 2019 року втратив пояс, програвши за очками Ерролу Спенсу.
10 листопада 2021 року зустрівся в бою з непереможним чемпіоном WBO Теренсом Кроуфордом і зазнав дострокової поразки, на початку десятого двічі побувавши в нокдауні, після чого кут Портера викинув рушник.

## Таблиця боїв
| 31 Перемога (17 нокаутом), 4 Поразки (1 нокаутом), 1 Нічия. |           |                           |        |         |     |                   |                                       | |
| №                                                           | Результат | Противник                 | Спосіб | Раунд   | Час | Дата              | Місце проведення                      | Примітки |
| 36                                                          | 31–4-1    | Теренс Кроуфорд (37-0)    | TKO    | 10 (12) |     | 20 листопада 2021 | Michelob Ultra Arena, Лас-Вегас       | Бій за титул чемпіона за версією WBO у напівсередній вазі.                                                  |
| 35                                                          | 31-3-1    | Себастіан Формелла (22-0) | UD     | 12      |     | 22 серпня 2020    | Microsoft Theater, Лос-Анджелес       | Виграв вакантний титул WBC Silver у напівсередній вазі.                                                     |
| 34                                                          | 30-3-1    | Еррол Спенс (25-0)        | SD     | 12      |     | 28 вересня 2019   | Стейплс-центр, Лос-Анджелес           | Втратив титул чемпіона за версією WBC у напівсередній вазі. Бій за титул чемпіона IBF у напівсередній вазі. |
| 33                                                          | 30-2-1    | Йорденіс Угас (23-3)      | SD     | 12      |     | 9 березня 2019    | СтабХаб Центр, Карсон                 | Захистив титул чемпіона за версією WBC у напівсередній вазі.                                                |
| 32                                                          | 29-2-1    | Денні Гарсія (34-1)       | UD     | 12      |     | 8 вересня 2018    | Барклайс-центр, Нью-Йорк              | Виграв вакантний титул чемпіона світу за версією WBC у напівсередній вазі.                                  |
| 31                                                          | 28-2-1    | Адріан Гранадос (18-5-2)  | UD     | 12      |     | 4 листопада 2017  | Барклайс-центр, Нью-Йорк              | Виграв вакантний титул WBC Silver у напівсередній вазі.                                                     |
| 30                                                          | 27-2-1    | Андре Берто (31-4)        | TKO    | 9 (12)  |     | 22 квітня 2017    | Барклайс-центр, Нью-Йорк              | |
| 29                                                          | 26-2-1    | Кіт Турман (11-0)         | UD     | 12      |     | 25 червня 2016    | Барклайс-центр, Нью-Йорк              | Бій за титул чемпіона світу за версією WBA у напівсередній вазі.                                            |
| 28                                                          | 26-1-1    | Едріен Бронер (30-1)      | UD     | 12      |     | 20 червня 2015    | MGM Grand, Лас-Вегас                  | |
| 27                                                          | 25-1-1    | Ерік Бон (16-1)           | KO     | 5 (10)  |     | 13 березня 2015   | Citizens Business Bank Arena, Онтаріо | |
| 26                                                          | 24-1-1    | Келл Брук (32-0)          | MD     | 12      |     | 16 серпня 2014    | СтабХаб Центр, Карсон                 | Втратив титул чемпіона світу за версією IBF у напівсередній вазі.                                           |
| 25                                                          | 24-0-1    | Пол Маліньяджі (33-5)     | TKO    | 4 (12)  |     | 19 квітня 2014    | D.C. Armory, Вашингтон                | Захистив титул чемпіона IBF у напівсередній вазі.                                                           |
| 24                                                          | 23-0-1    | Девон Александер (25-1)   | UD     | 12      |     | 7 грудня 2013     | Барклайс-центр, Нью-Йорк              | Виграв титул чемпіона світу за версією IBF у напівсередній вазі.                                            |